# Li Dazhao
Li Dazhao (ur. 29 października 1889, zm. 28 kwietnia 1927) – chiński intelektualista, profesor Uniwersytetu Pekińskiego, współzałożyciel Komunistycznej Partii Chin.
Podczas rewolucji Xinhai działał w ruchu rewolucyjnym. W latach 1914–1915 był redaktorem naczelnym nacjonalistycznej gazety Chengbao, której środowisko występowało przeciwko Yuanowi Shikai i próbom restauracji przez niego monarchii.
Był profesorem Uniwersytetu Pekińskiego i kierownikiem biblioteki uniwersyteckiej. W 1919 był jednym z organizatorów antyimperialistycznego Ruchu 4 Maja. W tym okresie zapoznał się z marksizmem i był jednym z jego pierwszych propagatorów w Chinach. W 1920 organizował na uniwersytecie pierwsze kółka marksistowskie, zaś w 1921 wraz z Chen Duxiu założył Komunistyczną Partię Chin.
W czasie wojny w latach 1924-1927 brał udział w walkach z militarystami kontrolującymi północną część Chin. Został aresztowany z rozkazu Zhang Zuolina i 28 kwietnia 1927 stracony w Pekinie wraz z 19 innymi komunistami.